# 松竹座
松竹座（しょうちくざ）は演劇・映画の制作・配給・興行を手掛ける会社である松竹株式会社の経営する劇場、映画館。全国各地に存在したが、現在は演劇興行を行う大阪市中央区道頓堀に所在する大阪松竹座のみ。

## 沿革
松竹の前身である関西松竹合名社の手により、1923年5月17日に道頓堀の大阪松竹座が完成。洋画興行と松竹楽劇部（後のOSK日本歌劇団）による音楽舞踊のアトラクションを採り入れ話題となった。この成功により、1924年12月31日に京都新京極の明治座を京都松竹座に改称して洋画興行を開始、翌1927年には神戸新開地の神戸松竹劇場を神戸松竹座に改称し、また名古屋末広座を買収して名古屋松竹座とするなど松竹座チェーンが形成された。
1928年8月、浅草松竹座が開業し、翌1929年9月には東京・四谷大木戸の山手劇場を新宿松竹座と改称。松竹座チェーンは東京に進出。こちらは松竹歌劇団 (SKD) のレビューと映画興行を行った。この東西の松竹座チェーンは松竹洋画系（SYチェーン）の基幹劇場となった。

## 各地の松竹座

### 松竹直営

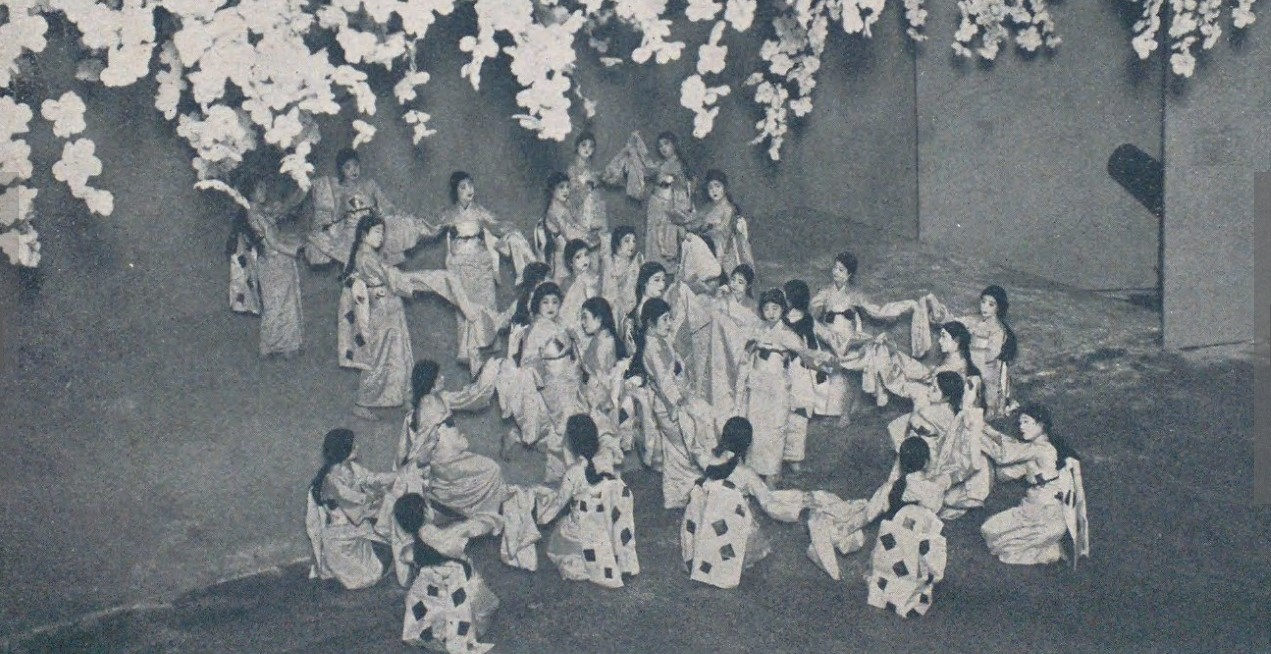
浅草松竹座のレビュー。1920年代末

- 浅草松竹座 - 浅草公園六区に所在した劇場。国際劇場が出来るまではSKDのホームグラウンドであった。映画の他に実演や演劇興行なども行ったが、1963年5月には早くも廃座となり、同年12月には浅草松竹ボーリングに改装。のちボウリングブームの下火により再改装して丸石家具センターに賃貸していたが、1983年に取り壊され、敷地はテーオーシーが権利を取得して浅草ROXが立地。
- 新宿松竹座 - 四谷大木戸（現：新宿一丁目）と角筈（現：新宿三丁目）の二箇所にそれぞれ存在した。新歌舞伎座 (東京)の項を参照。
- 名古屋松竹座 - 末広町（栄）と名駅の2か所にそれぞれ存在した[1]。昭和初期に末広町の末広座を買収して名古屋松竹座と改称し、松竹座チェーンに組み入れる。洋画封切りとOSK・SKDのレビューが興行された。戦後廃座。末広座 (名古屋市)と名古屋松竹座の項を参照。
- 京都松竹座 - 京都新京極六角下ルに存在した。定員885人。元々は芝居小屋の常盤座。焼失後に明治座となり、これも焼失した後に松竹座チェーンに組み入れられ京都松竹座となった。しかしこれも1937年（昭和12年）に内部が全焼している[2]。再建後に洋画興行を主としたが、途中松竹邦画系の封切館になった時期もある。終盤期には主に丸の内ルーブル系の作品を上映していたが、2001年11月30日をもって閉館。跡地はMOVIX京都新館が2005年5月に開館した。
- 大阪松竹座 - 道頓堀の劇場。開館当初は洋画とOSKのレビューを興行。長らく松竹洋画系封切館だったが、1997年に建て替えた後は松竹の大阪唯一の演劇拠点として各種興行を行っている。大阪松竹座の項を参照。
- 神戸松竹座 - 神戸新開地に存在した劇場。映画館。演芸場。当初は1927年に湊川公園寄りの神戸松竹劇場を松竹座チェーンに組み入れるべく改称したもの。1930年市電通り寄りに新築開場。以降も洋画興行を行っていたが、戦後東映封切館を経て、1959年1月1日より松竹新演芸（現：松竹芸能）と千土地興行（のちの日本ドリーム観光）の配給による演芸興行に転換。神戸唯一の演芸場として盛業していたが、新開地自体の地盤沈下に伴い1976年9月30日をもって閉館。神戸松竹座の項を参照。
- 札幌松竹座 - 札幌市中央区南4条西3丁目（すすきの地区）に存在した。1897年に大黒座[注 1]として開業し、1925年に松竹座と改称。1929年に改築し1,300席を有する洋画ロードショー館として親しまれたが1970年閉館[3]。敷地は第三者（北海道振興）に譲渡され、飲食店等が入る雑居ビルが立地。
- 福岡松竹座 - 福岡市博多区中洲2丁目に存在した。洋画封切館に転換して福岡SY松竹座と改称した後、1971年ボウリング場に転業のため、閉館。敷地は第三者に譲渡され、飲食店等が入る雑居ビルが立地。

### その他
松竹直営でなくとも、「松竹座」を名乗った映画館が全国各所に存在した。
- 福井松竹座 - 福井県福井市中央1丁目に存在した。伊井興行株式会社が経営した松竹系作品の封切館だったが、1999年12月に同じ伊井興行が経営する映画館「テアトル福井」「シネマプラザ」と統合した5スクリーンの映画館『テアトルサンク』としてリニューアルオープンし現在に至る。JR福井駅より徒歩3分。
- 姫路OS松竹座 - 兵庫県姫路市白銀町に存在した。所有者は地場資本の姫路松竹座。「松竹座」と銘打ってはいたが、東宝系列のオーエスが経営していた。2004年12月3日閉館。

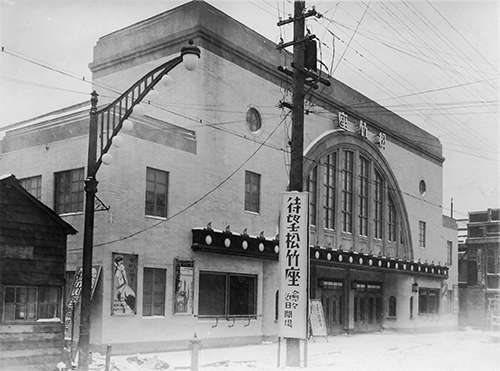
小樽松竹座（1934年の写真）

- 小樽松竹座 - 北海道小樽市花園町に存在した。1905年設立の芝居小屋「住吉座」が前身[4]。その後「錦座」[5]を経て1934年12月に「松竹座」となる[6]。現況は高層マンション「エスセーナ花園公園ルネス」（2002年9月竣工[7]）。

※この他にも「松竹座」を名乗った映画館が存在する。岡山県岡山市にあった岡山松竹座、千葉県松戸市にあった松戸松竹座（他社経営）、石川県金沢市にあった金沢松竹座（直営）、静岡県静岡市にあった松竹座（元の若竹座）などである。